# Pegomya acutangulata
Pegomya acutangulata är en tvåvingeart som beskrevs av Masayoshi Suwa 1997. Pegomya acutangulata ingår i släktet Pegomya och familjen blomsterflugor. Inga underarter finns listade i Catalogue of Life.